# 亚历山大·莫卡努
亚历山大·亚历山德罗维奇·莫卡努（俄语：Александр Александрович Мокану；1934年10月22日—2018年6月13日），苏联政治人物。经济学博士学位。曾任基希讷乌拖拉机厂工程师；基希讷乌市列宁区长、基希讷乌市第一副市长；摩共雷布尼察区委第一书记、蒂拉斯波尔市委第一书记；摩尔达维亚苏维埃社会主义共和国住房和社区服务部长、最高苏维埃主席团主席兼苏联最高苏维埃主席团副主席等职务。

## 生平
- 1934年10月22日出生于基希讷乌。
- 1952年-1956年，基希讷乌伏龙芝农业学院学习。
- 1956年-1957年，摩尔达维亚苏维埃社会主义共和国亚尔加林斯卡亚机器和拖拉机站机械工程师。
- 1957年-1961年，基希讷乌伏龙芝农业学院助理研究员。
- 1961年-1967年，基希讷乌拖拉机厂设计工程师、高级工程师、首席设计师、部门负责人、特殊设计局部门负责人。
- 1967年-1971年，苏联拖拉机和农业工程部基希讷乌果园和葡萄园机械专业设计局负责人。1968年加入苏联共产党。
- 1971年-1974年，基希讷乌市列宁区长。
- 1974年-1977年，基希讷乌市第一副市长。1975年获经济学博士学位。
- 1977年-1980年，摩共雷布尼察区委第一书记。
- 1980年-1985年3月，摩共蒂拉斯波尔市委第一书记。
- 1985年3月-12月，摩尔达维亚苏维埃社会主义共和国住房和社区服务部长。
- 1985年12月-1989年7月，摩尔达维亚苏维埃社会主义共和国最高苏维埃主席团主席兼苏联最高苏维埃主席团副主席。
- 1989年7月-1991年，苏联最高苏维埃联盟院副主席。
- 1991年12月起退休，享受莫斯科市个人养老金待遇。
- 2018年6月13日于莫斯科逝世，享年83岁。葬于瓦甘科沃公墓。

莫卡努是苏共26-27大代表；第27届中央审计委员；苏联人民代表，第9-11届摩尔达维亚苏维埃社会主义共和国最高苏维埃代表。

## 荣誉
- 列宁勋章
- 四次劳动红旗勋章
- 荣誉勋章